# Bobrowiczki
Bobrowiczki is een plaats in het Poolse district  Sławieński, woiwodschap West-Pommeren. De plaats maakt deel uit van de gemeente Sławno en telt 392 inwoners.